# Samer Bisharat
Samer Bisharat (in arabo سامر بشارات‎?; Nazareth, 14 gennaio 1996) è un attore e musicista palestinese con cittadinanza israeliana, residente a Los Angeles. Il suo debutto cinematografico è del 2013 con il film Omar, candidato ai Premi Oscar 2014 come miglior film in lingua straniera.

## Biografia e carriera
Bisharat trascorse l'infanzia e l'adolescenza nella città di Nazareth. Dopo il diploma al liceo cattolico San Giuseppe, si trasferì negli Stati Uniti d'America dove si laureò in recitazione alla New York Film Academy. Dal 2018 risiede a Los Angeles.
Bisharat iniziò a recitare da bambino, prendendo parte ad alcuni cortometraggi fin dall'età di sette anni. Nel 2013 è protagonista di Tormus, il cortometraggio prodotto dalla Sam Spiegel School di Gerusalemme vincitore del premio best short film al New York Short Film Festival. Poco dopo, all'età di 16 anni, Bisharat ottenne il suo primo ruolo cinematografico nel film Omar diretto da Hany Abu-Assad. In seguito, si è unito al cast del film francese L'effetto acquatico e ha recitato in alcune produzioni televisive.
Bisharat ha studiato musica alla scuola Bait Al Mouseeqa di Shefaram e suona l'oud a livello professionale.

## Filmografia

### Cinema
- Omar, regia di Hany Abu-Assad (2013)
- L'effetto acquatico - Un colpo di fulmine a prima svista, regia di Sólveig Anspach (2016)
- Huda's Salon, regia di Hany Abu-Assad (2021)
- Let It Be Morning, regia di Eran Kolirin (2021)
- A Gaza Weekend, regia di Basil Khalil (2022)

### Televisione
- Fauda – serie TV, 2 episodi (2015)
- Secret Believers – docufilm (2016)
- The State – miniserie TV (2017)
- The Looming Tower – miniserie TV (2018)

### Cortometraggi
- Tormus, regia di Sari Bisharat (2013)
- Ben-Dod Sheli, regia di Daniel Yonathan (2017)